# Азербайджано-иракские отношения
Азербайджано-иракские отношения — двусторонние дипломатические отношения между Азербайджаном и Ираком в политической, экономической и иных сферах.

## Дипломатические отношения
Ирак признал независимость Азербайджана 2 января 1992 года. 30 марта 1992 года были установлены дипломатические отношения.
В 1992 году был повышен статус дипломатического представительства Ирака в Азербайджане с главного консульства до посольства.
Первоначально посольство Азербайджана в Иордании представляло также интересы Азербайджана в Ираке. Посольство Азербайджана в Ираке было открыто в октябре 2016 года.
Временным поверенным в делах Ирака в Азербайджане является Маки Рессан аль-Мамори.
Между странами осуществляется сотрудничество в рамках Организации исламского сотрудничества, Движения неприсоединения.
24 — 26 октября 2019 года делегация Ирака во главе с министром иностранных дел Мухаммедом Али Аль-Хакимом посетила Баку для участия в 18-й высшей встрече стран-участников Движения неприсоединения.
1 — 3 марта 2023 года президент Ирака Абдул Латиф Джамал Рашид посетил Азербайджан с целью участия в саммите контактной группы Движения неприсоединения по борьбе с COVID-19.
5 июля 2023 года министр иностранных дел Ирака Фуад Хусейн посетил с официальным визитом Азербайджан.
20 ноября 2023 года президент Ирака Абдул Латиф Рашид посетил Азербайджан с официальным визитом. Визит стал первым в истории визитом президента Ирака в Азербайджан. В ходе визита обсуждались вопросы торговли и энергетики, упрощения визового режима.
В Парламенте Азербайджана действует двусторонняя рабочая группа Азербайджан — Ирак. Руководитель группы — Ильхам Мамедов.
В Совете представителей Ирака действует группа дружбы Ирак — Азербайджан. Главой группы является Джаббар Аль-Чнани.

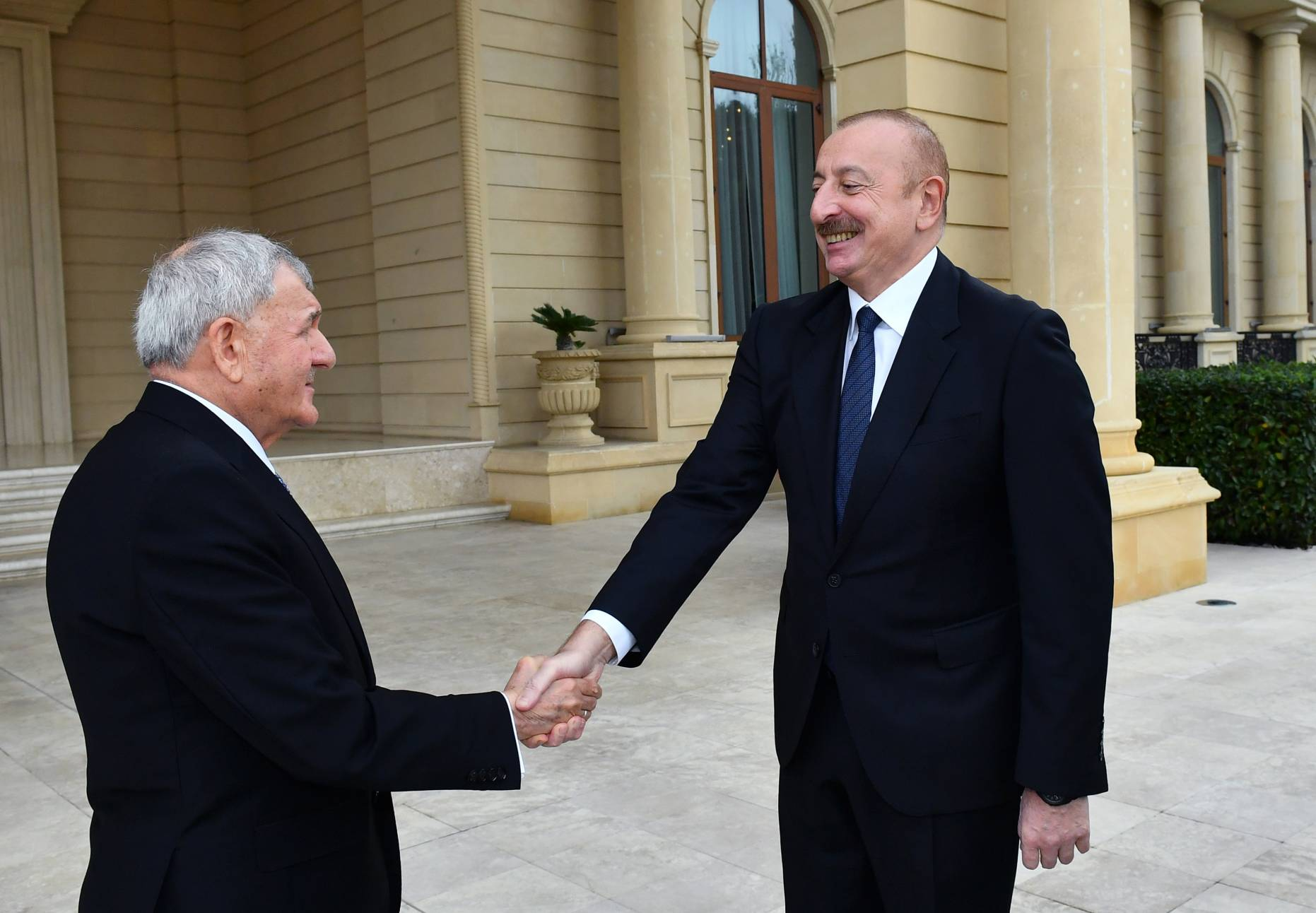
Абдул Латиф Рашид и Ильхам Алиев 20 ноября 2023

## Договорно-правовая база
Между странами подписано 5 документов, в том числе
- Соглашение о сотрудничестве в области торговли, экономики, науки, техники и культуры (10 ноября 2010)[11]
- Соглашение о воздушном сообщении (20 ноября 2023)[12]

## В области экономики
20 мая 2011 года учреждена совместная межправительственная комиссия по сотрудничеству в области экономики, торговли, науки и культуры.
В сентябре 2024 года создан Азербайджано-иракский бизнес-совет.

### Товарооборот (тыс. долл)
| Год  | Экспорт Азербайджана | Импорт Азербайджана | Сумма товарооборота |
| ---- | -------------------- | ------------------- | ------------------- |
| 2020 | 11 212,31            | 253,60              | 11 465,91           |
| 2021 | 23 083,14            | 359,34              | 23 442,48           |
| 2022 | 28 782,57            | 494,55              | 29 277,12           |
| 2023 | 19 486,97            | 120,37              | 19 607,34           |

Структура экспорта Азербайджана: масла и жиры растительного и животного происхождения, сахар, бумага, картон, изделия из картона, какао.

## Репатриация
При содействии омбудсмена Азербайджана в Азербайджан были репатриированы 469 детей и женщин, являющихся гражданами Азербайджана, ставших заложниками вооруженных формирований, воюющих на территории Ирака и Сирии.

## В области туризма
С 19 ноября 2023 года осуществляются рейсы Баку — Багдад. 2 февраля 2024 года начаты рейсы по маршруту Баку — Киркук. Перелёты осуществляются авиакомпанией Iraqi Airways.
Планируется запуск авиарейсов из Баку в Эрбиль и Басру.

## В области культуры
Действует общество иракско-азербайджанской дружбы.
24 сентября 2022 года между Институтом востоковедения НАНА и Центром стратегических исследований Ирака подписан меморандум о сотрудничестве.
Студенты из Ирака обучаются в высших учебных заведениях Азербайджана.